# Liste des communes du Gard
Pour les autres listes de communes françaises, voir Listes des communes de France.
| - Le Gard en France métropolitaine. - Carte des communes du Gard. |

Cette page liste les 350 communes du département français du Gard au 1er janvier 2025.

## Historique
Le 1er janvier 2019, le nombre de communes passe de 353 à 351 à la suite de la création des communes nouvelles de Bréau-Mars et de Val-d'Aigoual.
Au 1er janvier 2025, les communes de Corbès et Thoiras se sont regroupées pour former la commune nouvelle de Thoiras-Corbès. Le nombre de communes du département passe alors de 351 à 350.

## Liste des communes
Le tableau suivant donne la liste des communes au 1er janvier 2025, en précisant leur code Insee, leur code postal principal, leur arrondissement, leur canton, leur intercommunalité, leur superficie, leur population et leur densité, d'après les chiffres de l'Insee issus du recensement 2022,.
| Nom                                 | Code Insee | Code postal | Arrondissement | Canton                                       | Intercommunalité                         | Superficie (km2) | Population (dernière pop. légale) | Densité (hab./km2) | Modifier                                    |
| ----------------------------------- | ---------- | ----------- | -------------- | -------------------------------------------- | ---------------------------------------- | ---------------- | --------------------------------- | ------------------ | ------------------------------------------- |
| Nîmes (préfecture)                  | 30189      | 30000 30900 | Nîmes          | Nîmes-1 Nîmes-2 Nîmes-3 Nîmes-4 Saint-Gilles | CA Nîmes Métropole                       | 161,85           | 150 444 (2022)                    | 930                | modifier les données · modifier les données |
| Aigaliers                           | 30001      | 30700       | Nîmes          | Uzès                                         | CC Pays d'Uzès                           | 28,06            | 534 (2022)                        | 19                 | modifier les données · modifier les données |
| Aigremont                           | 30002      | 30350       | Le Vigan       | Quissac                                      | CC du Piémont Cévenol                    | 12,55            | 777 (2022)                        | 62                 | modifier les données · modifier les données |
| Aigues-Mortes                       | 30003      | 30220       | Nîmes          | Aigues-Mortes                                | CC Terre de Camargue                     | 57,78            | 8 707 (2022)                      | 151                | modifier les données · modifier les données |
| Aigues-Vives                        | 30004      | 30670       | Nîmes          | Vauvert                                      | CC Rhôny Vistre Vidourle                 | 12,00            | 3 340 (2022)                      | 278                | modifier les données · modifier les données |
| Aiguèze                             | 30005      | 30760       | Nîmes          | Pont-Saint-Esprit                            | CA du Gard rhodanien                     | 20,03            | 212 (2022)                        | 11                 | modifier les données · modifier les données |
| Aimargues                           | 30006      | 30470       | Nîmes          | Aigues-Mortes                                | CC de Petite Camargue                    | 26,48            | 5 806 (2022)                      | 219                | modifier les données · modifier les données |
| Alès                                | 30007      | 30100       | Alès           | Alès-1 Alès-2 Alès-3                         | CA Alès Agglomération                    | 23,16            | 45 025 (2022)                     | 1 944              | modifier les données · modifier les données |
| Allègre-les-Fumades                 | 30008      | 30500       | Alès           | Rousson                                      | CC Cèze-Cévennes                         | 24,59            | 1 013 (2022)                      | 41                 | modifier les données · modifier les données |
| Alzon                               | 30009      | 30770       | Le Vigan       | Le Vigan                                     | CC du Pays viganais                      | 27,48            | 184 (2022)                        | 6,7                | modifier les données · modifier les données |
| Anduze                              | 30010      | 30140       | Alès           | Alès-1                                       | CA Alès Agglomération                    | 14,60            | 3 322 (2022)                      | 228                | modifier les données · modifier les données |
| Les Angles                          | 30011      | 30133       | Nîmes          | Villeneuve-lès-Avignon                       | CA Grand Avignon                         | 17,64            | 8 694 (2022)                      | 493                | modifier les données · modifier les données |
| Aramon                              | 30012      | 30390       | Nîmes          | Beaucaire                                    | CC du Pont du Gard                       | 31,16            | 4 082 (2022)                      | 131                | modifier les données · modifier les données |
| Argilliers                          | 30013      | 30210       | Nîmes          | Redessan                                     | CC Pays d'Uzès                           | 6,67             | 441 (2022)                        | 66                 | modifier les données · modifier les données |
| Arpaillargues-et-Aureillac          | 30014      | 30700       | Nîmes          | Uzès                                         | CC Pays d'Uzès                           | 13,67            | 1 048 (2022)                      | 77                 | modifier les données · modifier les données |
| Arphy                               | 30015      | 30120       | Le Vigan       | Le Vigan                                     | CC du Pays viganais                      | 20,92            | 138 (2022)                        | 6,6                | modifier les données · modifier les données |
| Arre                                | 30016      | 30120       | Le Vigan       | Le Vigan                                     | CC du Pays viganais                      | 7,26             | 258 (2022)                        | 36                 | modifier les données · modifier les données |
| Arrigas                             | 30017      | 30770       | Le Vigan       | Le Vigan                                     | CC du Pays viganais                      | 20,28            | 214 (2022)                        | 11                 | modifier les données · modifier les données |
| Aspères                             | 30018      | 30250       | Nîmes          | Calvisson                                    | CC du Pays de Sommières                  | 10,06            | 553 (2022)                        | 55                 | modifier les données · modifier les données |
| Aubais                              | 30019      | 30250       | Nîmes          | Aigues-Mortes                                | CC Rhôny Vistre Vidourle                 | 11,79            | 2 938 (2022)                      | 249                | modifier les données · modifier les données |
| Aubord                              | 30020      | 30620       | Nîmes          | Vauvert                                      | CC de Petite Camargue                    | 9,42             | 2 296 (2022)                      | 244                | modifier les données · modifier les données |
| Aubussargues                        | 30021      | 30190       | Nîmes          | Uzès                                         | CC Pays d'Uzès                           | 8,52             | 326 (2022)                        | 38                 | modifier les données · modifier les données |
| Aujac                               | 30022      | 30450       | Alès           | La Grand-Combe                               | CA Alès Agglomération                    | 16,47            | 157 (2022)                        | 9,5                | modifier les données · modifier les données |
| Aujargues                           | 30023      | 30250       | Nîmes          | Calvisson                                    | CC du Pays de Sommières                  | 6,85             | 769 (2022)                        | 112                | modifier les données · modifier les données |
| Aulas                               | 30024      | 30120       | Le Vigan       | Le Vigan                                     | CC du Pays viganais                      | 2,91             | 445 (2022)                        | 153                | modifier les données · modifier les données |
| Aumessas                            | 30025      | 30770       | Le Vigan       | Le Vigan                                     | CC du Pays viganais                      | 21,45            | 252 (2022)                        | 12                 | modifier les données · modifier les données |
| Avèze                               | 30026      | 30120       | Le Vigan       | Le Vigan                                     | CC du Pays viganais                      | 4,14             | 1 059 (2022)                      | 256                | modifier les données · modifier les données |
| Bagard                              | 30027      | 30140       | Alès           | Alès-1                                       | CA Alès Agglomération                    | 14,55            | 2 595 (2022)                      | 178                | modifier les données · modifier les données |
| Bagnols-sur-Cèze                    | 30028      | 30200       | Nîmes          | Bagnols-sur-Cèze                             | CA du Gard rhodanien                     | 31,37            | 18 124 (2022)                     | 578                | modifier les données · modifier les données |
| Barjac                              | 30029      | 30430       | Alès           | Rousson                                      | CC Cèze-Cévennes                         | 42,72            | 1 606 (2022)                      | 38                 | modifier les données · modifier les données |
| Baron                               | 30030      | 30700       | Nîmes          | Uzès                                         | CC Pays d'Uzès                           | 10,06            | 338 (2022)                        | 34                 | modifier les données · modifier les données |
| La Bastide-d'Engras                 | 30031      | 30330       | Nîmes          | Uzès                                         | CC Pays d'Uzès                           | 9,85             | 204 (2022)                        | 21                 | modifier les données · modifier les données |
| Beaucaire                           | 30032      | 30300       | Nîmes          | Beaucaire                                    | CC Beaucaire Terre d'Argence             | 86,52            | 15 695 (2022)                     | 181                | modifier les données · modifier les données |
| Beauvoisin                          | 30033      | 30640       | Nîmes          | Vauvert                                      | CC de Petite Camargue                    | 27,82            | 5 823 (2022)                      | 209                | modifier les données · modifier les données |
| Bellegarde                          | 30034      | 30127       | Nîmes          | Beaucaire                                    | CC Beaucaire Terre d'Argence             | 44,96            | 7 929 (2022)                      | 176                | modifier les données · modifier les données |
| Belvézet                            | 30035      | 30580       | Nîmes          | Alès-2                                       | CC Pays d'Uzès                           | 22,86            | 235 (2022)                        | 10                 | modifier les données · modifier les données |
| Bernis                              | 30036      | 30620       | Nîmes          | Vauvert                                      | CA Nîmes Métropole                       | 12,80            | 3 341 (2022)                      | 261                | modifier les données · modifier les données |
| Bessèges                            | 30037      | 30160       | Alès           | Rousson                                      | CC Cèze-Cévennes                         | 10,32            | 2 624 (2022)                      | 254                | modifier les données · modifier les données |
| Bez-et-Esparon                      | 30038      | 30120       | Le Vigan       | Le Vigan                                     | CC du Pays viganais                      | 8,33             | 330 (2022)                        | 40                 | modifier les données · modifier les données |
| Bezouce                             | 30039      | 30320       | Nîmes          | Redessan                                     | CA Nîmes Métropole                       | 12,29            | 2 341 (2022)                      | 190                | modifier les données · modifier les données |
| Blandas                             | 30040      | 30770       | Le Vigan       | Le Vigan                                     | CC du Pays viganais                      | 37,46            | 133 (2022)                        | 3,6                | modifier les données · modifier les données |
| Blauzac                             | 30041      | 30700       | Nîmes          | Uzès                                         | CC Pays d'Uzès                           | 15,90            | 1 228 (2022)                      | 77                 | modifier les données · modifier les données |
| Boisset-et-Gaujac                   | 30042      | 30140       | Alès           | Alès-1                                       | CA Alès Agglomération                    | 14,24            | 2 621 (2022)                      | 184                | modifier les données · modifier les données |
| Boissières                          | 30043      | 30114       | Nîmes          | Calvisson                                    | CC Rhôny Vistre Vidourle                 | 3,33             | 595 (2022)                        | 179                | modifier les données · modifier les données |
| Bonnevaux                           | 30044      | 30450       | Alès           | La Grand-Combe                               | CA Alès Agglomération                    | 8,81             | 77 (2022)                         | 8,7                | modifier les données · modifier les données |
| Bordezac                            | 30045      | 30160       | Alès           | Rousson                                      | CC Cèze-Cévennes                         | 9,05             | 392 (2022)                        | 43                 | modifier les données · modifier les données |
| Boucoiran-et-Nozières               | 30046      | 30190       | Alès           | Quissac                                      | CA Alès Agglomération                    | 14,52            | 995 (2022)                        | 69                 | modifier les données · modifier les données |
| Bouillargues                        | 30047      | 30230       | Nîmes          | Marguerittes                                 | CA Nîmes Métropole                       | 15,77            | 6 119 (2022)                      | 388                | modifier les données · modifier les données |
| Bouquet                             | 30048      | 30580       | Nîmes          | Alès-2                                       | CC Pays d'Uzès                           | 30,26            | 197 (2022)                        | 6,5                | modifier les données · modifier les données |
| Bourdic                             | 30049      | 30190       | Nîmes          | Uzès                                         | CC Pays d'Uzès                           | 7,34             | 364 (2022)                        | 50                 | modifier les données · modifier les données |
| Bragassargues                       | 30050      | 30260       | Le Vigan       | Quissac                                      | CC du Piémont Cévenol                    | 7,49             | 168 (2022)                        | 22                 | modifier les données · modifier les données |
| Branoux-les-Taillades               | 30051      | 30110       | Alès           | La Grand-Combe                               | CA Alès Agglomération                    | 15,02            | 1 297 (2022)                      | 86                 | modifier les données · modifier les données |
| Bréau-Mars                          | 30052      | 30120       | Le Vigan       | Le Vigan                                     | CC du Pays viganais                      | 28,49            | 679 (2022)                        | 24                 | modifier les données · modifier les données |
| Brignon                             | 30053      | 30190       | Alès           | Quissac                                      | CA Alès Agglomération                    | 6,67             | 713 (2022)                        | 107                | modifier les données · modifier les données |
| Brouzet-lès-Alès                    | 30055      | 30580       | Alès           | Alès-2                                       | CA Alès Agglomération                    | 13,03            | 681 (2022)                        | 52                 | modifier les données · modifier les données |
| Brouzet-lès-Quissac                 | 30054      | 30260       | Le Vigan       | Quissac                                      | CC du Piémont Cévenol                    | 15,94            | 299 (2022)                        | 19                 | modifier les données · modifier les données |
| La Bruguière                        | 30056      | 30580       | Nîmes          | Uzès                                         | CC Pays d'Uzès                           | 16,43            | 331 (2022)                        | 20                 | modifier les données · modifier les données |
| Cabrières                           | 30057      | 30210       | Nîmes          | Redessan                                     | CA Nîmes Métropole                       | 14,76            | 1 781 (2022)                      | 121                | modifier les données · modifier les données |
| La Cadière-et-Cambo                 | 30058      | 30170       | Le Vigan       | Le Vigan                                     | CC du Piémont Cévenol                    | 11,97            | 229 (2022)                        | 19                 | modifier les données · modifier les données |
| Le Cailar                           | 30059      | 30740       | Nîmes          | Aigues-Mortes                                | CC de Petite Camargue                    | 30,01            | 2 566 (2022)                      | 86                 | modifier les données · modifier les données |
| Caissargues                         | 30060      | 30132       | Nîmes          | Marguerittes                                 | CA Nîmes Métropole                       | 8,02             | 4 077 (2022)                      | 508                | modifier les données · modifier les données |
| La Calmette                         | 30061      | 30190       | Nîmes          | Uzès                                         | CA Nîmes Métropole                       | 11,10            | 2 572 (2022)                      | 232                | modifier les données · modifier les données |
| Calvisson                           | 30062      | 30420       | Nîmes          | Calvisson                                    | CC du Pays de Sommières                  | 28,97            | 6 295 (2022)                      | 217                | modifier les données · modifier les données |
| Campestre-et-Luc                    | 30064      | 30770       | Le Vigan       | Le Vigan                                     | CC du Pays viganais                      | 38,10            | 153 (2022)                        | 4,0                | modifier les données · modifier les données |
| Canaules-et-Argentières             | 30065      | 30350       | Le Vigan       | Quissac                                      | CC du Piémont Cévenol                    | 10,06            | 477 (2022)                        | 47                 | modifier les données · modifier les données |
| Cannes-et-Clairan                   | 30066      | 30260       | Nîmes          | Calvisson                                    | CC du Pays de Sommières                  | 12,13            | 610 (2022)                        | 50                 | modifier les données · modifier les données |
| La Capelle-et-Masmolène             | 30067      | 30700       | Nîmes          | Uzès                                         | CC Pays d'Uzès                           | 24,45            | 421 (2022)                        | 17                 | modifier les données · modifier les données |
| Cardet                              | 30068      | 30350       | Le Vigan       | Quissac                                      | CC du Piémont Cévenol                    | 8,29             | 922 (2022)                        | 111                | modifier les données · modifier les données |
| Carnas                              | 30069      | 30260       | Le Vigan       | Quissac                                      | CC du Piémont Cévenol                    | 15,49            | 540 (2022)                        | 35                 | modifier les données · modifier les données |
| Carsan                              | 30070      | 30130       | Nîmes          | Pont-Saint-Esprit                            | CA du Gard rhodanien                     | 11,71            | 790 (2022)                        | 67                 | modifier les données · modifier les données |
| Cassagnoles                         | 30071      | 30350       | Le Vigan       | Quissac                                      | CC du Piémont Cévenol                    | 5,19             | 448 (2022)                        | 86                 | modifier les données · modifier les données |
| Castelnau-Valence                   | 30072      | 30190       | Alès           | Alès-3                                       | CA Alès Agglomération                    | 10,27            | 482 (2022)                        | 47                 | modifier les données · modifier les données |
| Castillon-du-Gard                   | 30073      | 30210       | Nîmes          | Redessan                                     | CC Pays d'Uzès                           | 17,38            | 1 681 (2022)                      | 97                 | modifier les données · modifier les données |
| Causse-Bégon                        | 30074      | 30750       | Le Vigan       | Le Vigan                                     | CC Causses Aigoual Cévennes              | 7,67             | 25 (2022)                         | 3,3                | modifier les données · modifier les données |
| Caveirac                            | 30075      | 30820       | Nîmes          | Saint-Gilles                                 | CA Nîmes Métropole                       | 15,20            | 4 328 (2022)                      | 285                | modifier les données · modifier les données |
| Cavillargues                        | 30076      | 30330       | Nîmes          | Bagnols-sur-Cèze                             | CA du Gard rhodanien                     | 11,27            | 847 (2022)                        | 75                 | modifier les données · modifier les données |
| Cendras                             | 30077      | 30480       | Alès           | La Grand-Combe                               | CA Alès Agglomération                    | 12,86            | 1 612 (2022)                      | 125                | modifier les données · modifier les données |
| Chambon                             | 30079      | 30450       | Alès           | La Grand-Combe                               | CA Alès Agglomération                    | 14,65            | 262 (2022)                        | 18                 | modifier les données · modifier les données |
| Chamborigaud                        | 30080      | 30530       | Alès           | La Grand-Combe                               | CA Alès Agglomération                    | 17,86            | 886 (2022)                        | 50                 | modifier les données · modifier les données |
| Chusclan                            | 30081      | 30200       | Nîmes          | Bagnols-sur-Cèze                             | CA du Gard rhodanien                     | 13,23            | 975 (2022)                        | 74                 | modifier les données · modifier les données |
| Clarensac                           | 30082      | 30870       | Nîmes          | Saint-Gilles                                 | CA Nîmes Métropole                       | 14,49            | 4 257 (2022)                      | 294                | modifier les données · modifier les données |
| Codognan                            | 30083      | 30920       | Nîmes          | Vauvert                                      | CC Rhôny Vistre Vidourle                 | 4,65             | 2 518 (2022)                      | 542                | modifier les données · modifier les données |
| Codolet                             | 30084      | 30200       | Nîmes          | Roquemaure                                   | CA du Gard rhodanien                     | 5,17             | 597 (2022)                        | 115                | modifier les données · modifier les données |
| Collias                             | 30085      | 30210       | Nîmes          | Redessan                                     | CC du Pont du Gard                       | 20,42            | 1 080 (2022)                      | 53                 | modifier les données · modifier les données |
| Collorgues                          | 30086      | 30190       | Nîmes          | Uzès                                         | CC Pays d'Uzès                           | 9,27             | 670 (2022)                        | 72                 | modifier les données · modifier les données |
| Colognac                            | 30087      | 30460       | Le Vigan       | Quissac                                      | CC du Piémont Cévenol                    | 12,30            | 202 (2022)                        | 16                 | modifier les données · modifier les données |
| Combas                              | 30088      | 30250       | Nîmes          | Calvisson                                    | CC du Pays de Sommières                  | 16,04            | 762 (2022)                        | 48                 | modifier les données · modifier les données |
| Comps                               | 30089      | 30300       | Nîmes          | Beaucaire                                    | CC du Pont du Gard                       | 8,60             | 1 703 (2022)                      | 198                | modifier les données · modifier les données |
| Concoules                           | 30090      | 30450       | Alès           | La Grand-Combe                               | CA Alès Agglomération                    | 16,47            | 271 (2022)                        | 16                 | modifier les données · modifier les données |
| Congénies                           | 30091      | 30111       | Nîmes          | Calvisson                                    | CC du Pays de Sommières                  | 8,64             | 1 628 (2022)                      | 188                | modifier les données · modifier les données |
| Connaux                             | 30092      | 30330       | Nîmes          | Bagnols-sur-Cèze                             | CA du Gard rhodanien                     | 9,58             | 1 702 (2022)                      | 178                | modifier les données · modifier les données |
| Conqueyrac                          | 30093      | 30170       | Le Vigan       | Le Vigan                                     | CC du Piémont Cévenol                    | 27,18            | 115 (2022)                        | 4,2                | modifier les données · modifier les données |
| Corconne                            | 30095      | 30260       | Le Vigan       | Quissac                                      | CC du Piémont Cévenol                    | 12,98            | 620 (2022)                        | 48                 | modifier les données · modifier les données |
| Cornillon                           | 30096      | 30630       | Nîmes          | Pont-Saint-Esprit                            | CA du Gard rhodanien                     | 15,58            | 908 (2022)                        | 58                 | modifier les données · modifier les données |
| Courry                              | 30097      | 30500       | Alès           | Rousson                                      | CC Cèze-Cévennes                         | 8,22             | 283 (2022)                        | 34                 | modifier les données · modifier les données |
| Crespian                            | 30098      | 30260       | Nîmes          | Calvisson                                    | CC du Pays de Sommières                  | 7,91             | 493 (2022)                        | 62                 | modifier les données · modifier les données |
| Cros                                | 30099      | 30170       | Le Vigan       | Quissac                                      | CC du Piémont Cévenol                    | 16,94            | 256 (2022)                        | 15                 | modifier les données · modifier les données |
| Cruviers-Lascours                   | 30100      | 30360       | Alès           | Quissac                                      | CA Alès Agglomération                    | 5,51             | 703 (2022)                        | 128                | modifier les données · modifier les données |
| Deaux                               | 30101      | 30360       | Alès           | Alès-3                                       | CA Alès Agglomération                    | 5,95             | 644 (2022)                        | 108                | modifier les données · modifier les données |
| Dions                               | 30102      | 30190       | Nîmes          | Uzès                                         | CA Nîmes Métropole                       | 11,32            | 531 (2022)                        | 47                 | modifier les données · modifier les données |
| Domazan                             | 30103      | 30390       | Nîmes          | Redessan                                     | CC du Pont du Gard                       | 11,42            | 966 (2022)                        | 85                 | modifier les données · modifier les données |
| Domessargues                        | 30104      | 30350       | Nîmes          | Quissac                                      | CA Nîmes Métropole                       | 7,32             | 750 (2022)                        | 102                | modifier les données · modifier les données |
| Dourbies                            | 30105      | 30750       | Le Vigan       | Le Vigan                                     | CC Causses Aigoual Cévennes              | 60,88            | 157 (2022)                        | 2,6                | modifier les données · modifier les données |
| Durfort-et-Saint-Martin-de-Sossenac | 30106      | 30170       | Le Vigan       | Quissac                                      | CC du Piémont Cévenol                    | 16,28            | 757 (2022)                        | 46                 | modifier les données · modifier les données |
| Estézargues                         | 30107      | 30390       | Nîmes          | Redessan                                     | CC du Pont du Gard                       | 11,59            | 605 (2022)                        | 52                 | modifier les données · modifier les données |
| L'Estréchure                        | 30108      | 30124       | Le Vigan       | Le Vigan                                     | CC Causses Aigoual Cévennes              | 19,34            | 152 (2022)                        | 7,9                | modifier les données · modifier les données |
| Euzet                               | 30109      | 30360       | Alès           | Alès-3                                       | CA Alès Agglomération                    | 6,81             | 491 (2022)                        | 72                 | modifier les données · modifier les données |
| Flaux                               | 30110      | 30700       | Nîmes          | Uzès                                         | CC Pays d'Uzès                           | 10,68            | 338 (2022)                        | 32                 | modifier les données · modifier les données |
| Foissac                             | 30111      | 30700       | Nîmes          | Uzès                                         | CC Pays d'Uzès                           | 3,80             | 449 (2022)                        | 118                | modifier les données · modifier les données |
| Fons                                | 30112      | 30730       | Nîmes          | Calvisson                                    | CA Nîmes Métropole                       | 9,28             | 1 734 (2022)                      | 187                | modifier les données · modifier les données |
| Fons-sur-Lussan                     | 30113      | 30580       | Nîmes          | Alès-2                                       | CC Pays d'Uzès                           | 10,49            | 228 (2022)                        | 22                 | modifier les données · modifier les données |
| Fontanès                            | 30114      | 30250       | Nîmes          | Calvisson                                    | CC du Pays de Sommières                  | 14,44            | 688 (2022)                        | 48                 | modifier les données · modifier les données |
| Fontarèches                         | 30115      | 30580       | Nîmes          | Uzès                                         | CC Pays d'Uzès                           | 13,42            | 255 (2022)                        | 19                 | modifier les données · modifier les données |
| Fournès                             | 30116      | 30210       | Nîmes          | Redessan                                     | CC du Pont du Gard                       | 17,66            | 1 058 (2022)                      | 60                 | modifier les données · modifier les données |
| Fourques                            | 30117      | 30300       | Nîmes          | Beaucaire                                    | CC Beaucaire Terre d'Argence             | 38,24            | 2 701 (2022)                      | 71                 | modifier les données · modifier les données |
| Fressac                             | 30119      | 30170       | Le Vigan       | Quissac                                      | CC du Piémont Cévenol                    | 5,89             | 161 (2022)                        | 27                 | modifier les données · modifier les données |
| Gagnières                           | 30120      | 30160       | Alès           | Rousson                                      | CC Cèze-Cévennes                         | 11,22            | 1 095 (2022)                      | 98                 | modifier les données · modifier les données |
| Gailhan                             | 30121      | 30260       | Le Vigan       | Quissac                                      | CC du Piémont Cévenol                    | 5,53             | 296 (2022)                        | 54                 | modifier les données · modifier les données |
| Gajan                               | 30122      | 30730       | Nîmes          | Calvisson                                    | CA Nîmes Métropole                       | 10,91            | 747 (2022)                        | 68                 | modifier les données · modifier les données |
| Gallargues-le-Montueux              | 30123      | 30660       | Nîmes          | Aigues-Mortes                                | CC Rhôny Vistre Vidourle                 | 10,89            | 3 615 (2022)                      | 332                | modifier les données · modifier les données |
| Le Garn                             | 30124      | 30760       | Nîmes          | Pont-Saint-Esprit                            | CA du Gard rhodanien                     | 10,81            | 255 (2022)                        | 24                 | modifier les données · modifier les données |
| Garons                              | 30125      | 30128       | Nîmes          | Marguerittes                                 | CA Nîmes Métropole                       | 12,28            | 5 244 (2022)                      | 427                | modifier les données · modifier les données |
| Garrigues-Sainte-Eulalie            | 30126      | 30190       | Nîmes          | Uzès                                         | CC Pays d'Uzès                           | 10,00            | 762 (2022)                        | 76                 | modifier les données · modifier les données |
| Gaujac                              | 30127      | 30330       | Nîmes          | Bagnols-sur-Cèze                             | CA du Gard rhodanien                     | 10,28            | 1 069 (2022)                      | 104                | modifier les données · modifier les données |
| Générac                             | 30128      | 30510       | Nîmes          | Saint-Gilles                                 | CA Nîmes Métropole                       | 24,26            | 4 039 (2022)                      | 166                | modifier les données · modifier les données |
| Générargues                         | 30129      | 30140       | Alès           | Alès-1                                       | CA Alès Agglomération                    | 10,24            | 711 (2022)                        | 69                 | modifier les données · modifier les données |
| Génolhac                            | 30130      | 30450       | Alès           | La Grand-Combe                               | CA Alès Agglomération                    | 17,30            | 820 (2022)                        | 47                 | modifier les données · modifier les données |
| Goudargues                          | 30131      | 30630       | Nîmes          | Pont-Saint-Esprit                            | CA du Gard rhodanien                     | 30,27            | 1 118 (2022)                      | 37                 | modifier les données · modifier les données |
| La Grand-Combe                      | 30132      | 30110       | Alès           | La Grand-Combe                               | CA Alès Agglomération                    | 12,01            | 4 837 (2022)                      | 403                | modifier les données · modifier les données |
| Le Grau-du-Roi                      | 30133      | 30240       | Nîmes          | Aigues-Mortes                                | CC Terre de Camargue                     | 54,73            | 8 513 (2022)                      | 156                | modifier les données · modifier les données |
| Issirac                             | 30134      | 30760       | Nîmes          | Pont-Saint-Esprit                            | CA du Gard rhodanien                     | 20,28            | 320 (2022)                        | 16                 | modifier les données · modifier les données |
| Jonquières-Saint-Vincent            | 30135      | 30300       | Nîmes          | Beaucaire                                    | CC Beaucaire Terre d'Argence             | 21,32            | 3 886 (2022)                      | 182                | modifier les données · modifier les données |
| Junas                               | 30136      | 30250       | Nîmes          | Calvisson                                    | CC du Pays de Sommières                  | 7,75             | 1 260 (2022)                      | 163                | modifier les données · modifier les données |
| Lamelouze                           | 30137      | 30110       | Alès           | La Grand-Combe                               | CA Alès Agglomération                    | 8,83             | 138 (2022)                        | 16                 | modifier les données · modifier les données |
| Langlade                            | 30138      | 30980       | Nîmes          | Saint-Gilles                                 | CA Nîmes Métropole                       | 9,00             | 2 297 (2022)                      | 255                | modifier les données · modifier les données |
| Lanuéjols                           | 30139      | 30750       | Le Vigan       | Le Vigan                                     | CC Causses Aigoual Cévennes              | 62,43            | 339 (2022)                        | 5,4                | modifier les données · modifier les données |
| Lasalle                             | 30140      | 30460       | Le Vigan       | Le Vigan                                     | CC Causses Aigoual Cévennes              | 10,10            | 1 166 (2022)                      | 115                | modifier les données · modifier les données |
| Laudun-l'Ardoise                    | 30141      | 30290       | Nîmes          | Roquemaure                                   | CA du Gard rhodanien                     | 34,19            | 6 673 (2022)                      | 195                | modifier les données · modifier les données |
| Laval-Pradel                        | 30142      | 30110       | Alès           | La Grand-Combe                               | CA Alès Agglomération                    | 17,68            | 1 088 (2022)                      | 62                 | modifier les données · modifier les données |
| Laval-Saint-Roman                   | 30143      | 30760       | Nîmes          | Pont-Saint-Esprit                            | CA du Gard rhodanien                     | 10,50            | 213 (2022)                        | 20                 | modifier les données · modifier les données |
| Lecques                             | 30144      | 30250       | Nîmes          | Calvisson                                    | CC du Pays de Sommières                  | 5,20             | 473 (2022)                        | 91                 | modifier les données · modifier les données |
| Lédenon                             | 30145      | 30210       | Nîmes          | Redessan                                     | CA Nîmes Métropole                       | 19,44            | 1 676 (2022)                      | 86                 | modifier les données · modifier les données |
| Lédignan                            | 30146      | 30350       | Le Vigan       | Quissac                                      | CC du Piémont Cévenol                    | 6,93             | 1 520 (2022)                      | 219                | modifier les données · modifier les données |
| Lézan                               | 30147      | 30350       | Alès           | Quissac                                      | CA Alès Agglomération                    | 9,54             | 1 580 (2022)                      | 166                | modifier les données · modifier les données |
| Liouc                               | 30148      | 30260       | Le Vigan       | Quissac                                      | CC du Piémont Cévenol                    | 9,64             | 330 (2022)                        | 34                 | modifier les données · modifier les données |
| Lirac                               | 30149      | 30126       | Nîmes          | Roquemaure                                   | CA du Gard rhodanien                     | 9,76             | 938 (2022)                        | 96                 | modifier les données · modifier les données |
| Logrian-Florian                     | 30150      | 30610       | Le Vigan       | Quissac                                      | CC du Piémont Cévenol                    | 8,58             | 263 (2022)                        | 31                 | modifier les données · modifier les données |
| Lussan                              | 30151      | 30580       | Nîmes          | Alès-2                                       | CC Pays d'Uzès                           | 46,92            | 531 (2022)                        | 11                 | modifier les données · modifier les données |
| Les Mages                           | 30152      | 30960       | Alès           | Rousson                                      | CA Alès Agglomération                    | 12,69            | 2 107 (2022)                      | 166                | modifier les données · modifier les données |
| Malons-et-Elze                      | 30153      | 30450       | Alès           | La Grand-Combe                               | CC Mont-Lozère                           | 31,21            | 115 (2022)                        | 3,7                | modifier les données · modifier les données |
| Mandagout                           | 30154      | 30120       | Le Vigan       | Le Vigan                                     | CC du Pays viganais                      | 15,12            | 370 (2022)                        | 24                 | modifier les données · modifier les données |
| Manduel                             | 30155      | 30129       | Nîmes          | Marguerittes                                 | CA Nîmes Métropole                       | 26,46            | 7 087 (2022)                      | 268                | modifier les données · modifier les données |
| Marguerittes                        | 30156      | 30320       | Nîmes          | Marguerittes                                 | CA Nîmes Métropole                       | 25,29            | 8 370 (2022)                      | 331                | modifier les données · modifier les données |
| Martignargues                       | 30158      | 30360       | Alès           | Alès-3                                       | CA Alès Agglomération                    | 4,93             | 438 (2022)                        | 89                 | modifier les données · modifier les données |
| Le Martinet                         | 30159      | 30960       | Alès           | Rousson                                      | CA Alès Agglomération                    | 10,35            | 739 (2022)                        | 71                 | modifier les données · modifier les données |
| Maruéjols-lès-Gardon                | 30160      | 30350       | Le Vigan       | Quissac                                      | CC du Piémont Cévenol                    | 3,82             | 275 (2022)                        | 72                 | modifier les données · modifier les données |
| Massanes                            | 30161      | 30350       | Alès           | Quissac                                      | CA Alès Agglomération                    | 1,64             | 195 (2022)                        | 119                | modifier les données · modifier les données |
| Massillargues-Attuech               | 30162      | 30140       | Alès           | Quissac                                      | CA Alès Agglomération                    | 6,27             | 669 (2022)                        | 107                | modifier les données · modifier les données |
| Mauressargues                       | 30163      | 30350       | Nîmes          | Quissac                                      | CA Nîmes Métropole                       | 5,85             | 177 (2022)                        | 30                 | modifier les données · modifier les données |
| Méjannes-le-Clap                    | 30164      | 30430       | Alès           | Rousson                                      | CC Cèze-Cévennes                         | 38,24            | 740 (2022)                        | 19                 | modifier les données · modifier les données |
| Méjannes-lès-Alès                   | 30165      | 30340       | Alès           | Alès-3                                       | CA Alès Agglomération                    | 6,58             | 1 232 (2022)                      | 187                | modifier les données · modifier les données |
| Meynes                              | 30166      | 30840       | Nîmes          | Redessan                                     | CC du Pont du Gard                       | 16,66            | 2 576 (2022)                      | 155                | modifier les données · modifier les données |
| Meyrannes                           | 30167      | 30410       | Alès           | Rousson                                      | CC Cèze-Cévennes                         | 6,51             | 783 (2022)                        | 120                | modifier les données · modifier les données |
| Mialet                              | 30168      | 30140       | Alès           | La Grand-Combe                               | CA Alès Agglomération                    | 30,76            | 629 (2022)                        | 20                 | modifier les données · modifier les données |
| Milhaud                             | 30169      | 30540       | Nîmes          | Saint-Gilles                                 | CA Nîmes Métropole                       | 18,25            | 6 142 (2022)                      | 337                | modifier les données · modifier les données |
| Molières-Cavaillac                  | 30170      | 30120       | Le Vigan       | Le Vigan                                     | CC du Pays viganais                      | 7,71             | 903 (2022)                        | 117                | modifier les données · modifier les données |
| Molières-sur-Cèze                   | 30171      | 30410       | Alès           | Rousson                                      | CC Cèze-Cévennes                         | 8,71             | 1 187 (2022)                      | 136                | modifier les données · modifier les données |
| Monoblet                            | 30172      | 30170       | Le Vigan       | Quissac                                      | CC du Piémont Cévenol                    | 21,33            | 780 (2022)                        | 37                 | modifier les données · modifier les données |
| Mons                                | 30173      | 30340       | Alès           | Alès-2                                       | CA Alès Agglomération                    | 15,94            | 1 789 (2022)                      | 112                | modifier les données · modifier les données |
| Montagnac                           | 30354      | 30350       | Nîmes          | Quissac                                      | CA Nîmes Métropole                       | 8,68             | 233 (2022)                        | 27                 | modifier les données · modifier les données |
| Montaren-et-Saint-Médiers           | 30174      | 30700       | Nîmes          | Uzès                                         | CC Pays d'Uzès                           | 19,42            | 1 390 (2022)                      | 72                 | modifier les données · modifier les données |
| Montclus                            | 30175      | 30630       | Nîmes          | Pont-Saint-Esprit                            | CA du Gard rhodanien                     | 21,88            | 177 (2022)                        | 8,1                | modifier les données · modifier les données |
| Montdardier                         | 30176      | 30120       | Le Vigan       | Le Vigan                                     | CC du Pays viganais                      | 35,25            | 198 (2022)                        | 5,6                | modifier les données · modifier les données |
| Monteils                            | 30177      | 30360       | Alès           | Alès-3                                       | CA Alès Agglomération                    | 6,98             | 677 (2022)                        | 97                 | modifier les données · modifier les données |
| Montfaucon                          | 30178      | 30150       | Nîmes          | Roquemaure                                   | CA du Gard rhodanien                     | 4,24             | 1 525 (2022)                      | 360                | modifier les données · modifier les données |
| Montfrin                            | 30179      | 30490       | Nîmes          | Redessan                                     | CC du Pont du Gard                       | 15,29            | 3 125 (2022)                      | 204                | modifier les données · modifier les données |
| Montignargues                       | 30180      | 30190       | Nîmes          | Calvisson                                    | CA Nîmes Métropole                       | 4,46             | 559 (2022)                        | 125                | modifier les données · modifier les données |
| Montmirat                           | 30181      | 30260       | Nîmes          | Calvisson                                    | CC du Pays de Sommières                  | 9,52             | 478 (2022)                        | 50                 | modifier les données · modifier les données |
| Montpezat                           | 30182      | 30730       | Nîmes          | Calvisson                                    | CC du Pays de Sommières                  | 11,98            | 1 398 (2022)                      | 117                | modifier les données · modifier les données |
| Moulézan                            | 30183      | 30350       | Nîmes          | Quissac                                      | CA Nîmes Métropole                       | 11,39            | 640 (2022)                        | 56                 | modifier les données · modifier les données |
| Moussac                             | 30184      | 30190       | Nîmes          | Quissac                                      | CC Pays d'Uzès                           | 7,40             | 1 564 (2022)                      | 211                | modifier les données · modifier les données |
| Mus                                 | 30185      | 30121       | Nîmes          | Vauvert                                      | CC Rhôny Vistre Vidourle                 | 2,60             | 1 597 (2022)                      | 614                | modifier les données · modifier les données |
| Nages-et-Solorgues                  | 30186      | 30114       | Nîmes          | Calvisson                                    | CC Rhôny Vistre Vidourle                 | 6,18             | 2 160 (2022)                      | 350                | modifier les données · modifier les données |
| Navacelles                          | 30187      | 30580       | Alès           | Rousson                                      | CC Cèze-Cévennes                         | 11,02            | 307 (2022)                        | 28                 | modifier les données · modifier les données |
| Ners                                | 30188      | 30360       | Alès           | Quissac                                      | CA Alès Agglomération                    | 4,96             | 791 (2022)                        | 159                | modifier les données · modifier les données |
| Orsan                               | 30191      | 30200       | Nîmes          | Bagnols-sur-Cèze                             | CA du Gard rhodanien                     | 6,90             | 1 197 (2022)                      | 173                | modifier les données · modifier les données |
| Orthoux-Sérignac-Quilhan            | 30192      | 30260       | Le Vigan       | Quissac                                      | CC du Piémont Cévenol                    | 13,98            | 439 (2022)                        | 31                 | modifier les données · modifier les données |
| Parignargues                        | 30193      | 30730       | Nîmes          | Calvisson                                    | CC du Pays de Sommières                  | 11,01            | 656 (2022)                        | 60                 | modifier les données · modifier les données |
| Peyremale                           | 30194      | 30160       | Alès           | Rousson                                      | CC Cèze-Cévennes                         | 8,62             | 272 (2022)                        | 32                 | modifier les données · modifier les données |
| Peyrolles-en-Cévennes               | 30195      | 30124       | Le Vigan       | Le Vigan                                     | CC Causses Aigoual Cévennes              | 8,29             | 31 (2022)                         | 3,7                | modifier les données · modifier les données |
| Le Pin                              | 30196      | 30330       | Nîmes          | Bagnols-sur-Cèze                             | CA du Gard rhodanien                     | 5,96             | 473 (2022)                        | 79                 | modifier les données · modifier les données |
| Les Plans                           | 30197      | 30340       | Alès           | Alès-2                                       | CA Alès Agglomération                    | 6,15             | 291 (2022)                        | 47                 | modifier les données · modifier les données |
| Les Plantiers                       | 30198      | 30122       | Le Vigan       | Le Vigan                                     | CC Causses Aigoual Cévennes              | 30,83            | 228 (2022)                        | 7,4                | modifier les données · modifier les données |
| Pommiers                            | 30199      | 30120       | Le Vigan       | Le Vigan                                     | CC du Pays viganais                      | 6,51             | 57 (2022)                         | 8,8                | modifier les données · modifier les données |
| Pompignan                           | 30200      | 30170       | Le Vigan       | Le Vigan                                     | CC du Piémont Cévenol                    | 41,31            | 914 (2022)                        | 22                 | modifier les données · modifier les données |
| Pont-Saint-Esprit                   | 30202      | 30130       | Nîmes          | Pont-Saint-Esprit                            | CA du Gard rhodanien                     | 18,49            | 10 759 (2022)                     | 582                | modifier les données · modifier les données |
| Ponteils-et-Brésis                  | 30201      | 30450       | Alès           | La Grand-Combe                               | CC Mont-Lozère                           | 27,80            | 368 (2022)                        | 13                 | modifier les données · modifier les données |
| Portes                              | 30203      | 30530       | Alès           | La Grand-Combe                               | CA Alès Agglomération                    | 14,42            | 324 (2022)                        | 22                 | modifier les données · modifier les données |
| Potelières                          | 30204      | 30500       | Alès           | Rousson                                      | CC Cèze-Cévennes                         | 6,47             | 368 (2022)                        | 57                 | modifier les données · modifier les données |
| Pougnadoresse                       | 30205      | 30330       | Nîmes          | Uzès                                         | CC Pays d'Uzès                           | 7,65             | 263 (2022)                        | 34                 | modifier les données · modifier les données |
| Poulx                               | 30206      | 30320       | Nîmes          | Marguerittes                                 | CA Nîmes Métropole                       | 11,90            | 4 265 (2022)                      | 358                | modifier les données · modifier les données |
| Pouzilhac                           | 30207      | 30210       | Nîmes          | Redessan                                     | CC du Pont du Gard                       | 16,04            | 750 (2022)                        | 47                 | modifier les données · modifier les données |
| Puechredon                          | 30208      | 30610       | Le Vigan       | Quissac                                      | CC du Piémont Cévenol                    | 8,08             | 48 (2022)                         | 5,9                | modifier les données · modifier les données |
| Pujaut                              | 30209      | 30131       | Nîmes          | Villeneuve-lès-Avignon                       | CA Grand Avignon                         | 23,50            | 3 911 (2022)                      | 166                | modifier les données · modifier les données |
| Quissac                             | 30210      | 30260       | Le Vigan       | Quissac                                      | CC du Piémont Cévenol                    | 23,32            | 3 449 (2022)                      | 148                | modifier les données · modifier les données |
| Redessan                            | 30211      | 30129       | Nîmes          | Redessan                                     | CA Nîmes Métropole                       | 15,57            | 4 227 (2022)                      | 271                | modifier les données · modifier les données |
| Remoulins                           | 30212      | 30210       | Nîmes          | Redessan                                     | CC du Pont du Gard                       | 8,24             | 2 268 (2022)                      | 275                | modifier les données · modifier les données |
| Revens                              | 30213      | 30750       | Le Vigan       | Le Vigan                                     | CC Causses Aigoual Cévennes              | 13,85            | 31 (2022)                         | 2,2                | modifier les données · modifier les données |
| Ribaute-les-Tavernes                | 30214      | 30720       | Alès           | Alès-1                                       | CA Alès Agglomération                    | 14,27            | 2 055 (2022)                      | 144                | modifier les données · modifier les données |
| Rivières                            | 30215      | 30430       | Alès           | Rousson                                      | CC Cèze-Cévennes                         | 9,96             | 424 (2022)                        | 43                 | modifier les données · modifier les données |
| Robiac-Rochessadoule                | 30216      | 30160       | Alès           | Rousson                                      | CC Cèze-Cévennes                         | 10,31            | 840 (2022)                        | 81                 | modifier les données · modifier les données |
| Rochefort-du-Gard                   | 30217      | 30650       | Nîmes          | Villeneuve-lès-Avignon                       | CA Grand Avignon                         | 34,03            | 8 067 (2022)                      | 237                | modifier les données · modifier les données |
| Rochegude                           | 30218      | 30430       | Alès           | Rousson                                      | CC Cèze-Cévennes                         | 11,94            | 246 (2022)                        | 21                 | modifier les données · modifier les données |
| Rodilhan                            | 30356      | 30230       | Nîmes          | Marguerittes                                 | CA Nîmes Métropole                       | 4,69             | 2 810 (2022)                      | 599                | modifier les données · modifier les données |
| Rogues                              | 30219      | 30120       | Le Vigan       | Le Vigan                                     | CC du Pays viganais                      | 30,22            | 91 (2022)                         | 3,0                | modifier les données · modifier les données |
| La Roque-sur-Cèze                   | 30222      | 30200       | Nîmes          | Pont-Saint-Esprit                            | CA du Gard rhodanien                     | 8,37             | 174 (2022)                        | 21                 | modifier les données · modifier les données |
| Roquedur                            | 30220      | 30440       | Le Vigan       | Le Vigan                                     | CC du Pays viganais                      | 10,85            | 265 (2022)                        | 24                 | modifier les données · modifier les données |
| Roquemaure                          | 30221      | 30150       | Nîmes          | Roquemaure                                   | CA Grand Avignon                         | 26,22            | 5 528 (2022)                      | 211                | modifier les données · modifier les données |
| Rousson                             | 30223      | 30340       | Alès           | Rousson                                      | CA Alès Agglomération                    | 32,57            | 4 437 (2022)                      | 136                | modifier les données · modifier les données |
| La Rouvière                         | 30224      | 30190       | Nîmes          | Calvisson                                    | CA Nîmes Métropole                       | 7,90             | 664 (2022)                        | 84                 | modifier les données · modifier les données |
| Sabran                              | 30225      | 30200       | Nîmes          | Bagnols-sur-Cèze                             | CA du Gard rhodanien                     | 35,64            | 1 596 (2022)                      | 45                 | modifier les données · modifier les données |
| Saint-Alexandre                     | 30226      | 30130       | Nîmes          | Pont-Saint-Esprit                            | CA du Gard rhodanien                     | 12,87            | 1 250 (2022)                      | 97                 | modifier les données · modifier les données |
| Saint-Ambroix                       | 30227      | 30500       | Alès           | Rousson                                      | CC Cèze-Cévennes                         | 11,74            | 3 353 (2022)                      | 286                | modifier les données · modifier les données |
| Saint-André-d'Olérargues            | 30232      | 30330       | Nîmes          | Pont-Saint-Esprit                            | CA du Gard rhodanien                     | 9,75             | 444 (2022)                        | 46                 | modifier les données · modifier les données |
| Saint-André-de-Majencoules          | 30229      | 30570       | Le Vigan       | Le Vigan                                     | CC Causses Aigoual Cévennes              | 21,79            | 600 (2022)                        | 28                 | modifier les données · modifier les données |
| Saint-André-de-Roquepertuis         | 30230      | 30630       | Nîmes          | Pont-Saint-Esprit                            | CA du Gard rhodanien                     | 12,18            | 576 (2022)                        | 47                 | modifier les données · modifier les données |
| Saint-André-de-Valborgne            | 30231      | 30940       | Le Vigan       | Le Vigan                                     | CC Causses Aigoual Cévennes              | 48,71            | 360 (2022)                        | 7,4                | modifier les données · modifier les données |
| Saint-Bauzély                       | 30233      | 30730       | Nîmes          | Calvisson                                    | CA Nîmes Métropole                       | 5,00             | 681 (2022)                        | 136                | modifier les données · modifier les données |
| Saint-Bénézet                       | 30234      | 30350       | Le Vigan       | Quissac                                      | CC du Piémont Cévenol                    | 6,30             | 291 (2022)                        | 46                 | modifier les données · modifier les données |
| Saint-Bonnet-de-Salendrinque        | 30236      | 30460       | Alès           | La Grand-Combe                               | CA Alès Agglomération                    | 3,59             | 124 (2022)                        | 35                 | modifier les données · modifier les données |
| Saint-Bonnet-du-Gard                | 30235      | 30210       | Nîmes          | Redessan                                     | CC du Pont du Gard                       | 6,84             | 816 (2022)                        | 119                | modifier les données · modifier les données |
| Saint-Brès                          | 30237      | 30500       | Alès           | Rousson                                      | CC Cèze-Cévennes                         | 11,37            | 684 (2022)                        | 60                 | modifier les données · modifier les données |
| Saint-Bresson                       | 30238      | 30440       | Le Vigan       | Le Vigan                                     | CC du Pays viganais                      | 8,40             | 71 (2022)                         | 8,5                | modifier les données · modifier les données |
| Saint-Césaire-de-Gauzignan          | 30240      | 30360       | Alès           | Alès-3                                       | CA Alès Agglomération                    | 6,84             | 390 (2022)                        | 57                 | modifier les données · modifier les données |
| Saint-Chaptes                       | 30241      | 30190       | Nîmes          | Uzès                                         | CA Nîmes Métropole                       | 13,07            | 2 030 (2022)                      | 155                | modifier les données · modifier les données |
| Saint-Christol-de-Rodières          | 30242      | 30760       | Nîmes          | Pont-Saint-Esprit                            | CA du Gard rhodanien                     | 8,07             | 160 (2022)                        | 20                 | modifier les données · modifier les données |
| Saint-Christol-lez-Alès             | 30243      | 30380       | Alès           | Alès-1                                       | CA Alès Agglomération                    | 20,25            | 7 199 (2022)                      | 356                | modifier les données · modifier les données |
| Saint-Clément                       | 30244      | 30260       | Nîmes          | Calvisson                                    | CC du Pays de Sommières                  | 5,04             | 347 (2022)                        | 69                 | modifier les données · modifier les données |
| Saint-Côme-et-Maruéjols             | 30245      | 30870       | Nîmes          | Saint-Gilles                                 | CA Nîmes Métropole                       | 13,01            | 797 (2022)                        | 61                 | modifier les données · modifier les données |
| Saint-Denis                         | 30247      | 30500       | Alès           | Rousson                                      | CC Cèze-Cévennes                         | 3,65             | 292 (2022)                        | 80                 | modifier les données · modifier les données |
| Saint-Dézéry                        | 30248      | 30190       | Nîmes          | Uzès                                         | CC Pays d'Uzès                           | 6,01             | 459 (2022)                        | 76                 | modifier les données · modifier les données |
| Saint-Dionisy                       | 30249      | 30980       | Nîmes          | Saint-Gilles                                 | CA Nîmes Métropole                       | 3,42             | 1 071 (2022)                      | 313                | modifier les données · modifier les données |
| Saint-Étienne-de-l'Olm              | 30250      | 30360       | Alès           | Alès-3                                       | CA Alès Agglomération                    | 4,18             | 391 (2022)                        | 94                 | modifier les données · modifier les données |
| Saint-Étienne-des-Sorts             | 30251      | 30200       | Nîmes          | Bagnols-sur-Cèze                             | CA du Gard rhodanien                     | 9,85             | 537 (2022)                        | 55                 | modifier les données · modifier les données |
| Saint-Félix-de-Pallières            | 30252      | 30140       | Le Vigan       | Quissac                                      | CC du Piémont Cévenol                    | 18,87            | 201 (2022)                        | 11                 | modifier les données · modifier les données |
| Saint-Florent-sur-Auzonnet          | 30253      | 30960       | Alès           | Rousson                                      | CA Alès Agglomération                    | 9,31             | 1 203 (2022)                      | 129                | modifier les données · modifier les données |
| Saint-Geniès-de-Comolas             | 30254      | 30150       | Nîmes          | Roquemaure                                   | CA du Gard rhodanien                     | 8,26             | 2 013 (2022)                      | 244                | modifier les données · modifier les données |
| Saint-Geniès-de-Malgoirès           | 30255      | 30190       | Nîmes          | Calvisson                                    | CA Nîmes Métropole                       | 11,54            | 3 172 (2022)                      | 275                | modifier les données · modifier les données |
| Saint-Gervais                       | 30256      | 30200       | Nîmes          | Pont-Saint-Esprit                            | CA du Gard rhodanien                     | 11,87            | 792 (2022)                        | 67                 | modifier les données · modifier les données |
| Saint-Gervasy                       | 30257      | 30320       | Nîmes          | Redessan                                     | CA Nîmes Métropole                       | 6,93             | 1 990 (2022)                      | 287                | modifier les données · modifier les données |
| Saint-Gilles                        | 30258      | 30800       | Nîmes          | Saint-Gilles                                 | CA Nîmes Métropole                       | 153,73           | 14 427 (2022)                     | 94                 | modifier les données · modifier les données |
| Saint-Hilaire-d'Ozilhan             | 30260      | 30210       | Nîmes          | Redessan                                     | CC du Pont du Gard                       | 16,66            | 1 115 (2022)                      | 67                 | modifier les données · modifier les données |
| Saint-Hilaire-de-Brethmas           | 30259      | 30560       | Alès           | Alès-3                                       | CA Alès Agglomération                    | 13,91            | 4 643 (2022)                      | 334                | modifier les données · modifier les données |
| Saint-Hippolyte-de-Caton            | 30261      | 30360       | Alès           | Alès-3                                       | CA Alès Agglomération                    | 6,15             | 272 (2022)                        | 44                 | modifier les données · modifier les données |
| Saint-Hippolyte-de-Montaigu         | 30262      | 30700       | Nîmes          | Uzès                                         | CC Pays d'Uzès                           | 4,05             | 249 (2022)                        | 61                 | modifier les données · modifier les données |
| Saint-Hippolyte-du-Fort             | 30263      | 30170       | Le Vigan       | Le Vigan                                     | CC du Piémont Cévenol                    | 29,38            | 3 739 (2022)                      | 127                | modifier les données · modifier les données |
| Saint-Jean-de-Ceyrargues            | 30264      | 30360       | Alès           | Alès-3                                       | CA Alès Agglomération                    | 6,65             | 173 (2022)                        | 26                 | modifier les données · modifier les données |
| Saint-Jean-de-Crieulon              | 30265      | 30610       | Le Vigan       | Quissac                                      | CC du Piémont Cévenol                    | 5,57             | 254 (2022)                        | 46                 | modifier les données · modifier les données |
| Saint-Jean-de-Maruéjols-et-Avéjan   | 30266      | 30430       | Alès           | Rousson                                      | CC Cèze-Cévennes                         | 17,30            | 856 (2022)                        | 49                 | modifier les données · modifier les données |
| Saint-Jean-de-Serres                | 30267      | 30350       | Alès           | Quissac                                      | CA Alès Agglomération                    | 8,26             | 536 (2022)                        | 65                 | modifier les données · modifier les données |
| Saint-Jean-de-Valériscle            | 30268      | 30960       | Alès           | Rousson                                      | CA Alès Agglomération                    | 8,15             | 593 (2022)                        | 73                 | modifier les données · modifier les données |
| Saint-Jean-du-Gard                  | 30269      | 30270       | Alès           | La Grand-Combe                               | CA Alès Agglomération                    | 41,64            | 2 533 (2022)                      | 61                 | modifier les données · modifier les données |
| Saint-Jean-du-Pin                   | 30270      | 30140       | Alès           | Alès-1                                       | CA Alès Agglomération                    | 13,96            | 1 531 (2022)                      | 110                | modifier les données · modifier les données |
| Saint-Julien-de-Cassagnas           | 30271      | 30500       | Alès           | Rousson                                      | CA Alès Agglomération                    | 4,46             | 730 (2022)                        | 164                | modifier les données · modifier les données |
| Saint-Julien-de-la-Nef              | 30272      | 30440       | Le Vigan       | Le Vigan                                     | CC des Cévennes gangeoises et suménoises | 8,83             | 145 (2022)                        | 16                 | modifier les données · modifier les données |
| Saint-Julien-de-Peyrolas            | 30273      | 30760       | Nîmes          | Pont-Saint-Esprit                            | CA du Gard rhodanien                     | 12,54            | 1 501 (2022)                      | 120                | modifier les données · modifier les données |
| Saint-Julien-les-Rosiers            | 30274      | 30340       | Alès           | Rousson                                      | CA Alès Agglomération                    | 14,01            | 3 492 (2022)                      | 249                | modifier les données · modifier les données |
| Saint-Just-et-Vacquières            | 30275      | 30580       | Alès           | Alès-2                                       | CA Alès Agglomération                    | 23,52            | 326 (2022)                        | 14                 | modifier les données · modifier les données |
| Saint-Laurent-d'Aigouze             | 30276      | 30220       | Nîmes          | Aigues-Mortes                                | CC Terre de Camargue                     | 89,81            | 3 651 (2022)                      | 41                 | modifier les données · modifier les données |
| Saint-Laurent-de-Carnols            | 30277      | 30200       | Nîmes          | Pont-Saint-Esprit                            | CA du Gard rhodanien                     | 10,15            | 535 (2022)                        | 53                 | modifier les données · modifier les données |
| Saint-Laurent-des-Arbres            | 30278      | 30126       | Nîmes          | Roquemaure                                   | CA du Gard rhodanien                     | 16,35            | 2 984 (2022)                      | 183                | modifier les données · modifier les données |
| Saint-Laurent-la-Vernède            | 30279      | 30330       | Nîmes          | Uzès                                         | CC Pays d'Uzès                           | 11,80            | 707 (2022)                        | 60                 | modifier les données · modifier les données |
| Saint-Laurent-le-Minier             | 30280      | 30440       | Le Vigan       | Le Vigan                                     | CC du Pays viganais                      | 13,26            | 371 (2022)                        | 28                 | modifier les données · modifier les données |
| Saint-Mamert-du-Gard                | 30281      | 30730       | Nîmes          | Calvisson                                    | CA Nîmes Métropole                       | 14,35            | 1 617 (2022)                      | 113                | modifier les données · modifier les données |
| Saint-Marcel-de-Careiret            | 30282      | 30330       | Nîmes          | Pont-Saint-Esprit                            | CA du Gard rhodanien                     | 10,17            | 873 (2022)                        | 86                 | modifier les données · modifier les données |
| Saint-Martial                       | 30283      | 30440       | Le Vigan       | Le Vigan                                     | CC des Cévennes gangeoises et suménoises | 17,16            | 182 (2022)                        | 11                 | modifier les données · modifier les données |
| Saint-Martin-de-Valgalgues          | 30284      | 30520       | Alès           | Alès-2                                       | CA Alès Agglomération                    | 13,11            | 4 721 (2022)                      | 360                | modifier les données · modifier les données |
| Saint-Maurice-de-Cazevieille        | 30285      | 30360       | Alès           | Alès-3                                       | CA Alès Agglomération                    | 13,15            | 761 (2022)                        | 58                 | modifier les données · modifier les données |
| Saint-Maximin                       | 30286      | 30700       | Nîmes          | Uzès                                         | CC Pays d'Uzès                           | 9,90             | 794 (2022)                        | 80                 | modifier les données · modifier les données |
| Saint-Michel-d'Euzet                | 30287      | 30200       | Nîmes          | Pont-Saint-Esprit                            | CA du Gard rhodanien                     | 10,36            | 719 (2022)                        | 69                 | modifier les données · modifier les données |
| Saint-Nazaire                       | 30288      | 30200       | Nîmes          | Pont-Saint-Esprit                            | CA du Gard rhodanien                     | 6,68             | 1 297 (2022)                      | 194                | modifier les données · modifier les données |
| Saint-Nazaire-des-Gardies           | 30289      | 30610       | Le Vigan       | Quissac                                      | CC du Piémont Cévenol                    | 11,29            | 81 (2022)                         | 7,2                | modifier les données · modifier les données |
| Saint-Paul-la-Coste                 | 30291      | 30480       | Alès           | La Grand-Combe                               | CA Alès Agglomération                    | 18,95            | 327 (2022)                        | 17                 | modifier les données · modifier les données |
| Saint-Paul-les-Fonts                | 30355      | 30330       | Nîmes          | Roquemaure                                   | CA du Gard rhodanien                     | 5,46             | 1 047 (2022)                      | 192                | modifier les données · modifier les données |
| Saint-Paulet-de-Caisson             | 30290      | 30130       | Nîmes          | Pont-Saint-Esprit                            | CA du Gard rhodanien                     | 16,88            | 1 894 (2022)                      | 112                | modifier les données · modifier les données |
| Saint-Pons-la-Calm                  | 30292      | 30330       | Nîmes          | Bagnols-sur-Cèze                             | CA du Gard rhodanien                     | 6,37             | 501 (2022)                        | 79                 | modifier les données · modifier les données |
| Saint-Privat-de-Champclos           | 30293      | 30430       | Alès           | Rousson                                      | CC Cèze-Cévennes                         | 11,64            | 336 (2022)                        | 29                 | modifier les données · modifier les données |
| Saint-Privat-des-Vieux              | 30294      | 30340       | Alès           | Alès-2                                       | CA Alès Agglomération                    | 15,80            | 5 592 (2022)                      | 354                | modifier les données · modifier les données |
| Saint-Quentin-la-Poterie            | 30295      | 30700       | Nîmes          | Uzès                                         | CC Pays d'Uzès                           | 24,06            | 3 110 (2022)                      | 129                | modifier les données · modifier les données |
| Saint-Roman-de-Codières             | 30296      | 30440       | Le Vigan       | Le Vigan                                     | CC des Cévennes gangeoises et suménoises | 18,43            | 166 (2022)                        | 9,0                | modifier les données · modifier les données |
| Saint-Sauveur-Camprieu              | 30297      | 30750       | Le Vigan       | Le Vigan                                     | CC Causses Aigoual Cévennes              | 31,74            | 212 (2022)                        | 6,7                | modifier les données · modifier les données |
| Saint-Sébastien-d'Aigrefeuille      | 30298      | 30140       | Alès           | La Grand-Combe                               | CA Alès Agglomération                    | 15,82            | 510 (2022)                        | 32                 | modifier les données · modifier les données |
| Saint-Siffret                       | 30299      | 30700       | Nîmes          | Uzès                                         | CC Pays d'Uzès                           | 11,28            | 1 121 (2022)                      | 99                 | modifier les données · modifier les données |
| Saint-Théodorit                     | 30300      | 30260       | Le Vigan       | Quissac                                      | CC du Piémont Cévenol                    | 8,75             | 550 (2022)                        | 63                 | modifier les données · modifier les données |
| Saint-Victor-de-Malcap              | 30303      | 30500       | Alès           | Rousson                                      | CC Cèze-Cévennes                         | 10,87            | 827 (2022)                        | 76                 | modifier les données · modifier les données |
| Saint-Victor-des-Oules              | 30301      | 30700       | Nîmes          | Uzès                                         | CC Pays d'Uzès                           | 4,77             | 308 (2022)                        | 65                 | modifier les données · modifier les données |
| Saint-Victor-la-Coste               | 30302      | 30290       | Nîmes          | Roquemaure                                   | CA du Gard rhodanien                     | 26,64            | 2 222 (2022)                      | 83                 | modifier les données · modifier les données |
| Sainte-Anastasie                    | 30228      | 30190       | Nîmes          | Uzès                                         | CA Nîmes Métropole                       | 43,64            | 1 744 (2022)                      | 40                 | modifier les données · modifier les données |
| Sainte-Cécile-d'Andorge             | 30239      | 30110       | Alès           | La Grand-Combe                               | CA Alès Agglomération                    | 19,09            | 528 (2022)                        | 28                 | modifier les données · modifier les données |
| Sainte-Croix-de-Caderle             | 30246      | 30460       | Alès           | La Grand-Combe                               | CA Alès Agglomération                    | 7,63             | 103 (2022)                        | 13                 | modifier les données · modifier les données |
| Salazac                             | 30304      | 30760       | Nîmes          | Pont-Saint-Esprit                            | CA du Gard rhodanien                     | 9,98             | 215 (2022)                        | 22                 | modifier les données · modifier les données |
| Salindres                           | 30305      | 30340       | Alès           | Alès-2                                       | CA Alès Agglomération                    | 11,53            | 3 648 (2022)                      | 316                | modifier les données · modifier les données |
| Salinelles                          | 30306      | 30250       | Nîmes          | Calvisson                                    | CC du Pays de Sommières                  | 8,84             | 558 (2022)                        | 63                 | modifier les données · modifier les données |
| Les Salles-du-Gardon                | 30307      | 30110       | Alès           | La Grand-Combe                               | CA Alès Agglomération                    | 21,09            | 2 403 (2022)                      | 114                | modifier les données · modifier les données |
| Sanilhac-Sagriès                    | 30308      | 30700       | Nîmes          | Uzès                                         | CC Pays d'Uzès                           | 22,10            | 832 (2022)                        | 38                 | modifier les données · modifier les données |
| Sardan                              | 30309      | 30260       | Le Vigan       | Quissac                                      | CC du Piémont Cévenol                    | 6,24             | 352 (2022)                        | 56                 | modifier les données · modifier les données |
| Saumane                             | 30310      | 30125       | Le Vigan       | Le Vigan                                     | CC Causses Aigoual Cévennes              | 12,14            | 296 (2022)                        | 24                 | modifier les données · modifier les données |
| Sauve                               | 30311      | 30610       | Le Vigan       | Quissac                                      | CC du Piémont Cévenol                    | 31,56            | 1 956 (2022)                      | 62                 | modifier les données · modifier les données |
| Sauveterre                          | 30312      | 30150       | Nîmes          | Roquemaure                                   | CA Grand Avignon                         | 13,09            | 2 013 (2022)                      | 154                | modifier les données · modifier les données |
| Sauzet                              | 30313      | 30190       | Nîmes          | Calvisson                                    | CA Nîmes Métropole                       | 6,70             | 827 (2022)                        | 123                | modifier les données · modifier les données |
| Savignargues                        | 30314      | 30350       | Le Vigan       | Quissac                                      | CC du Piémont Cévenol                    | 2,77             | 238 (2022)                        | 86                 | modifier les données · modifier les données |
| Saze                                | 30315      | 30650       | Nîmes          | Villeneuve-lès-Avignon                       | CA Grand Avignon                         | 12,60            | 2 097 (2022)                      | 166                | modifier les données · modifier les données |
| Sénéchas                            | 30316      | 30450       | Alès           | La Grand-Combe                               | CA Alès Agglomération                    | 14,86            | 241 (2022)                        | 16                 | modifier les données · modifier les données |
| Sernhac                             | 30317      | 30210       | Nîmes          | Redessan                                     | CA Nîmes Métropole                       | 8,93             | 1 816 (2022)                      | 203                | modifier les données · modifier les données |
| Servas                              | 30318      | 30340       | Alès           | Alès-2                                       | CA Alès Agglomération                    | 10,76            | 221 (2022)                        | 21                 | modifier les données · modifier les données |
| Serviers-et-Labaume                 | 30319      | 30700       | Nîmes          | Uzès                                         | CC Pays d'Uzès                           | 12,22            | 609 (2022)                        | 50                 | modifier les données · modifier les données |
| Seynes                              | 30320      | 30580       | Alès           | Alès-2                                       | CA Alès Agglomération                    | 14,33            | 172 (2022)                        | 12                 | modifier les données · modifier les données |
| Sommières                           | 30321      | 30250       | Nîmes          | Calvisson                                    | CC du Pays de Sommières                  | 10,36            | 5 028 (2022)                      | 485                | modifier les données · modifier les données |
| Soudorgues                          | 30322      | 30460       | Le Vigan       | Le Vigan                                     | CC Causses Aigoual Cévennes              | 25,70            | 268 (2022)                        | 10                 | modifier les données · modifier les données |
| Soustelle                           | 30323      | 30110       | Alès           | La Grand-Combe                               | CA Alès Agglomération                    | 11,09            | 120 (2022)                        | 11                 | modifier les données · modifier les données |
| Souvignargues                       | 30324      | 30250       | Nîmes          | Calvisson                                    | CC du Pays de Sommières                  | 11,09            | 932 (2022)                        | 84                 | modifier les données · modifier les données |
| Sumène                              | 30325      | 30440       | Le Vigan       | Le Vigan                                     | CC des Cévennes gangeoises et suménoises | 36,59            | 1 239 (2022)                      | 34                 | modifier les données · modifier les données |
| Tavel                               | 30326      | 30126       | Nîmes          | Roquemaure                                   | CA du Gard rhodanien                     | 19,96            | 2 032 (2022)                      | 102                | modifier les données · modifier les données |
| Tharaux                             | 30327      | 30430       | Alès           | Rousson                                      | CC Cèze-Cévennes                         | 9,52             | 47 (2022)                         | 4,9                | modifier les données · modifier les données |
| Théziers                            | 30328      | 30390       | Nîmes          | Redessan                                     | CC du Pont du Gard                       | 11,34            | 1 070 (2022)                      | 94                 | modifier les données · modifier les données |
| Thoiras-Corbès                      | 30329      | 30140       | Alès           | La Grand-Combe                               | CA Alès Agglomération                    | 26,17            | 603 (2022)                        | 23                 | modifier les données · modifier les données |
| Tornac                              | 30330      | 30140       | Alès           | Quissac                                      | CA Alès Agglomération                    | 19,68            | 944 (2022)                        | 48                 | modifier les données · modifier les données |
| Tresques                            | 30331      | 30330       | Nîmes          | Bagnols-sur-Cèze                             | CA du Gard rhodanien                     | 17,90            | 1 803 (2022)                      | 101                | modifier les données · modifier les données |
| Trèves                              | 30332      | 30750       | Le Vigan       | Le Vigan                                     | CC Causses Aigoual Cévennes              | 26,59            | 108 (2022)                        | 4,1                | modifier les données · modifier les données |
| Uchaud                              | 30333      | 30620       | Nîmes          | Vauvert                                      | CC Rhôny Vistre Vidourle                 | 8,80             | 4 824 (2022)                      | 548                | modifier les données · modifier les données |
| Uzès                                | 30334      | 30700       | Nîmes          | Uzès                                         | CC Pays d'Uzès                           | 25,41            | 8 360 (2022)                      | 329                | modifier les données · modifier les données |
| Vabres                              | 30335      | 30460       | Alès           | La Grand-Combe                               | CA Alès Agglomération                    | 4,75             | 140 (2022)                        | 29                 | modifier les données · modifier les données |
| Val-d'Aigoual                       | 30339      | 30570       | Le Vigan       | Le Vigan                                     | CC Causses Aigoual Cévennes              | 94,84            | 1 418 (2022)                      | 15                 | modifier les données · modifier les données |
| Vallabrègues                        | 30336      | 30300       | Nîmes          | Beaucaire                                    | CC Beaucaire Terre d'Argence             | 14,33            | 1 376 (2022)                      | 96                 | modifier les données · modifier les données |
| Vallabrix                           | 30337      | 30700       | Nîmes          | Uzès                                         | CC Pays d'Uzès                           | 7,94             | 415 (2022)                        | 52                 | modifier les données · modifier les données |
| Vallérargues                        | 30338      | 30580       | Nîmes          | Alès-2                                       | CC Pays d'Uzès                           | 12,73            | 132 (2022)                        | 10                 | modifier les données · modifier les données |
| Valliguières                        | 30340      | 30210       | Nîmes          | Redessan                                     | CC du Pont du Gard                       | 19,25            | 652 (2022)                        | 34                 | modifier les données · modifier les données |
| Vauvert                             | 30341      | 30600       | Nîmes          | Vauvert                                      | CC de Petite Camargue                    | 109,86           | 11 772 (2022)                     | 107                | modifier les données · modifier les données |
| Vénéjan                             | 30342      | 30200       | Nîmes          | Pont-Saint-Esprit                            | CA du Gard rhodanien                     | 18,55            | 1 262 (2022)                      | 68                 | modifier les données · modifier les données |
| Verfeuil                            | 30343      | 30630       | Nîmes          | Pont-Saint-Esprit                            | CA du Gard rhodanien                     | 25,97            | 594 (2022)                        | 23                 | modifier les données · modifier les données |
| Vergèze                             | 30344      | 30310       | Nîmes          | Vauvert                                      | CC Rhôny Vistre Vidourle                 | 10,16            | 5 778 (2022)                      | 569                | modifier les données · modifier les données |
| La Vernarède                        | 30345      | 30530       | Alès           | La Grand-Combe                               | CA Alès Agglomération                    | 5,59             | 357 (2022)                        | 64                 | modifier les données · modifier les données |
| Vers-Pont-du-Gard                   | 30346      | 30210       | Nîmes          | Redessan                                     | CC du Pont du Gard                       | 19,14            | 1 758 (2022)                      | 92                 | modifier les données · modifier les données |
| Vestric-et-Candiac                  | 30347      | 30600       | Nîmes          | Vauvert                                      | CC Rhôny Vistre Vidourle                 | 10,92            | 1 345 (2022)                      | 123                | modifier les données · modifier les données |
| Vézénobres                          | 30348      | 30360       | Alès           | Alès-3                                       | CA Alès Agglomération                    | 17,07            | 1 839 (2022)                      | 108                | modifier les données · modifier les données |
| Vic-le-Fesq                         | 30349      | 30260       | Le Vigan       | Quissac                                      | CC du Piémont Cévenol                    | 9,63             | 582 (2022)                        | 60                 | modifier les données · modifier les données |
| Le Vigan                            | 30350      | 30120       | Le Vigan       | Le Vigan                                     | CC du Pays viganais                      | 17,24            | 3 786 (2022)                      | 220                | modifier les données · modifier les données |
| Villeneuve-lès-Avignon              | 30351      | 30400       | Nîmes          | Villeneuve-lès-Avignon                       | CA Grand Avignon                         | 18,27            | 12 950 (2022)                     | 709                | modifier les données · modifier les données |
| Villevieille                        | 30352      | 30250       | Nîmes          | Calvisson                                    | CC du Pays de Sommières                  | 8,28             | 1 874 (2022)                      | 226                | modifier les données · modifier les données |
| Vissec                              | 30353      | 30770       | Le Vigan       | Le Vigan                                     | CC du Pays viganais                      | 21,83            | 68 (2022)                         | 3,1                | modifier les données · modifier les données |
| Gard                                | 30         |             |                |                                              |                                          | 5 853,00         | 764 010 (2022)                    | 131                | modifier les données                        |